# Seaway Strashnov
Die Seaway Strashnov ist ein 2011 als Oleg Strashnov gebautes Kranschiff.

## Geschichte
Das Schiff wurde unter der Baunummer 7716 auf der niederländischen Werft IHC Merwede in Krimpen gebaut. Die Kiellegung fand am 3. April 2008, der Stapellauf am 22. August 2009 statt. Die Fertigstellung des Schiffes erfolgte am 31. März 2011. Der Entwurf des Schiffes stammte vom niederländischen Unternehmen GustoMSC. Die Baukosten für das Schiff waren mit 460 Millionen US-Dollar veranschlagt. Die Kosten beliefen sich schließlich auf rund 500 Millionen US-Dollar.
Das als Oleg Strashnov gebaute Schiff wurde Anfang 2019 in Seaway Strashnov umbenannt.

## Technische Daten und Ausstattung
Der Antrieb des Schiffes erfolgt dieselelektrisch. Für die Propulsion stehen zwei von Elektromotoren angetriebene Propellergondeln mit jeweils 5.500 kW Leistung zur Verfügung, die sich im Heckbereich des Schiffes befinden. Weiterhin stehen zwei mittschiffs angeordnete Propellergondeln mit jeweils 3.500 kW Leistung sowie zwei Querstrahlsteueranlagen mit jeweils 1.145 kW im Bugbereich des Schiffes zur Verfügung. Das Schiff verfügt damit über ein System zur dynamischen Positionierung (DP3). Das Schiff kann auch mit Hilfe von insgesamt acht Ankern verankert werden. Die Anker werden jeweils über eine Winde mit 2200 m Draht ausgesetzt bzw. eingeholt.
Für die Stromerzeugung stehen sechs Dieselgeneratorsätze des Herstellers Wärtsilä (Typ: 9L32) mit jeweils 4.500 kW Leistung (Scheinleistung: 5.400 kVA) zur Verfügung. Darüber hinaus wurde ein Notgenerator mit 1.200 kW Leistung verbaut.
Die Decksaufbauten befinden sich im vorderen Bereich des Schiffes. Oberhalb des Deckshauses befindet sich ein Hubschrauberlandeplatz, der für den Einsatz von Sikorsky S-61N- bzw. Sikorsky S-92-Hubschraubern geeignet ist. Im Heckbereich befindet sich ein Kran, der 5.000 t heben kann. Der Kran verfügt über zwei weitere Hebewerke, die 800 bzw. 200 t heben können. Der Kran kann in einer Höhe von rund 100 m arbeiten. Die zusätzlichen Hebewerke erreichen rund 110 m (200-t-Kran) bzw. 130 m (800-t-Kran).
Die offene Deckfläche zwischen den Decksaufbauten und dem Kran beträgt 3.950 m². Sie kann mit bis zu 10 t/m² und insgesamt 8.500 t belastet werden.
Der Rumpf des Schiffes ist im oberen Bereich auf 47 m verbreitert. Im Kranbetrieb kann das Schiff seinen Tiefgang, der bei 8,50 m liegt, mit Hilfe von Ballastwasser auf bis zu 13,5 m vergrößern, wodurch dieser Bereich ins Wasser taucht und so für mehr Stabilität sorgt. Durch diese Konstruktion konnte das Unterwasserschiff mit maximal 37,8 m relativ schmal gehalten werden, wodurch eine höhere Geschwindigkeit des Schiffes erreicht wird.
Das Schiff kann auch als Rohrleger ausgerüstet werden (S-Lay-Verfahren). Die für das Zusammenschweißen von Rohren notwendige Infrastruktur in Form einer „Firing Line“ befindet sich unterhalb des offenen Arbeitsdecks.
An Bord ist Platz für maximal 395 Personen, die in 121 Kabinen untergebracht werden können. 22 der Kabinen sind Einzelkabinen, 99 sind Doppelkabinen, die für die Belegung mit bis zu vier Personen vorbereitet sind.